# Shimonia splendida
Shimonia splendida is een vlinder uit de familie van de Metarbelidae. De wetenschappelijke naam van de soort is voor het eerst gepubliceerd in 1968 door David Stephen Fletcher.
Deze soort komt voor in Congo-Kinshasa en Oeganda.